# Yu Jin
Yu Jin (? -220), stilsko ime Wenze bio je kineski vojskovođa iz doba kraja dinastije Han koji je služio gospodara rata Cao Caoa. U njegovu službu je ušao na samom početku građanskih ratova, te se borio u nizu pohoda. Zaslužan je za to da je Cao Cao postepeno postao najjači gospodar rata sjeverne Kine. Tijekom svog posljednjeg pohoda bitke kod Fanchenga 219. je zarobljen od neprijateljskog vojskovođe Guan Yua zajedno sa svojim kolegom Pang Deom. Za razliku od Pang Dea, koji je prkosno tražio da ga pogube, Yu Jin je molio za milost i bio pošteđen. U bitci kod Maichenga ga je oslobodio Sun Quanov vojskovođa Lü Mengi poslao natrag Cao Caou. Sljedeće godine mu je Cao Caov nasljednik Cao Pi povjerio diplomatske misije, ali je tijekom njih Yu Jin umro, što je pripisano osjećaju sramote zbog kukavičkog postupka u bitci kod Fanchenga.